# Bild
Bild (antes conocido como Bild-Zeitung, literalmente Diario de imágenes) es un tabloide alemán fundado en 1952, que ostenta el primer puesto en cuanto a tirada diaria en Europa y el tercero en el mundo (2004). Pertenece al grupo editorial Axel Springer AG, el mismo que publica el rotativo Die Welt. Es considerado sensacionalista y de ideología conservadora, y disfruta de gran influencia sobre la opinión pública de Alemania. Sus artículos cuentan con grandes titulares y están escritos en un lenguaje claro y sencillo. 
Bild sigue, como todo el grupo Axel Springer, una línea editorial favorable a la democracia liberal, a Israel, a la OTAN y al capitalismo. En 2021 lanzó una campaña de cancelación contra una periodista a la que acusaba de haber participado en manifestaciones a favor de Palestina. En 2024 sirvió de canal al primer ministro israelí Benjamin Netanyahu para difundir información sobre sus negociaciones con Hamás que después se demostró ser falsa.

## Historia
El Bild fue fundado en 1952 por el editor Axel Springer, convirtiéndose pronto en uno de los principales diarios de la entonces Alemania occidental. Durante buena parte de su historia la sede central de Bild estuvo en Hamburgo; tras la reunificación alemana en 1990, su sede quedó establecida en la capital, Berlín. Hacia 1993 el diario tenía en circulación poco más de 4 millones de ejemplares al día, lo que lo convertía en el periódico más leído del país. En el período 1995-1996 su distribución diaria era de 4 300 000 de ejemplares. Hacia 2001 el Bild era el diario más leído en Alemania, y también en Europa, con alrededor de 4 396 000 de copias.[cita requerida]

## Imprentas
Bild es impreso en las ciudades de Ahrensburg, Hanóver, Berlín, Leipzig, Essen, Neu-Isenburg, Esslingen, Múnich, y Syke. Además, dispone de otras localizaciones en el extranjero. En España es editado en Madrid, Palma de Mallorca, y Las Palmas. También es editado en Milán (Italia), Atenas (Grecia) y Antalya (Turquía).

## Directores
- 1952: Rolf von Bargen
- 1952–1958: Rudolf Michael
- 1958–1960: Oskar Bezold
- 1960–1962: Karl-Heinz Hagen
- 1961–1971: Peter Boenisch
- 1971–1980: Günter Prinz
- 1981–1988: Horst Fust
- 1988–1989: Werner Rudi
- 1989–1990: Peter Bartels
- 1990–1992: Hans-Hermann Tiedje
- 1992–1997: Claus Larass
- 1998–2000: Udo Röbel
- 2001–2015: Kai Diekmann
- 2016–2018: Tanit Koch

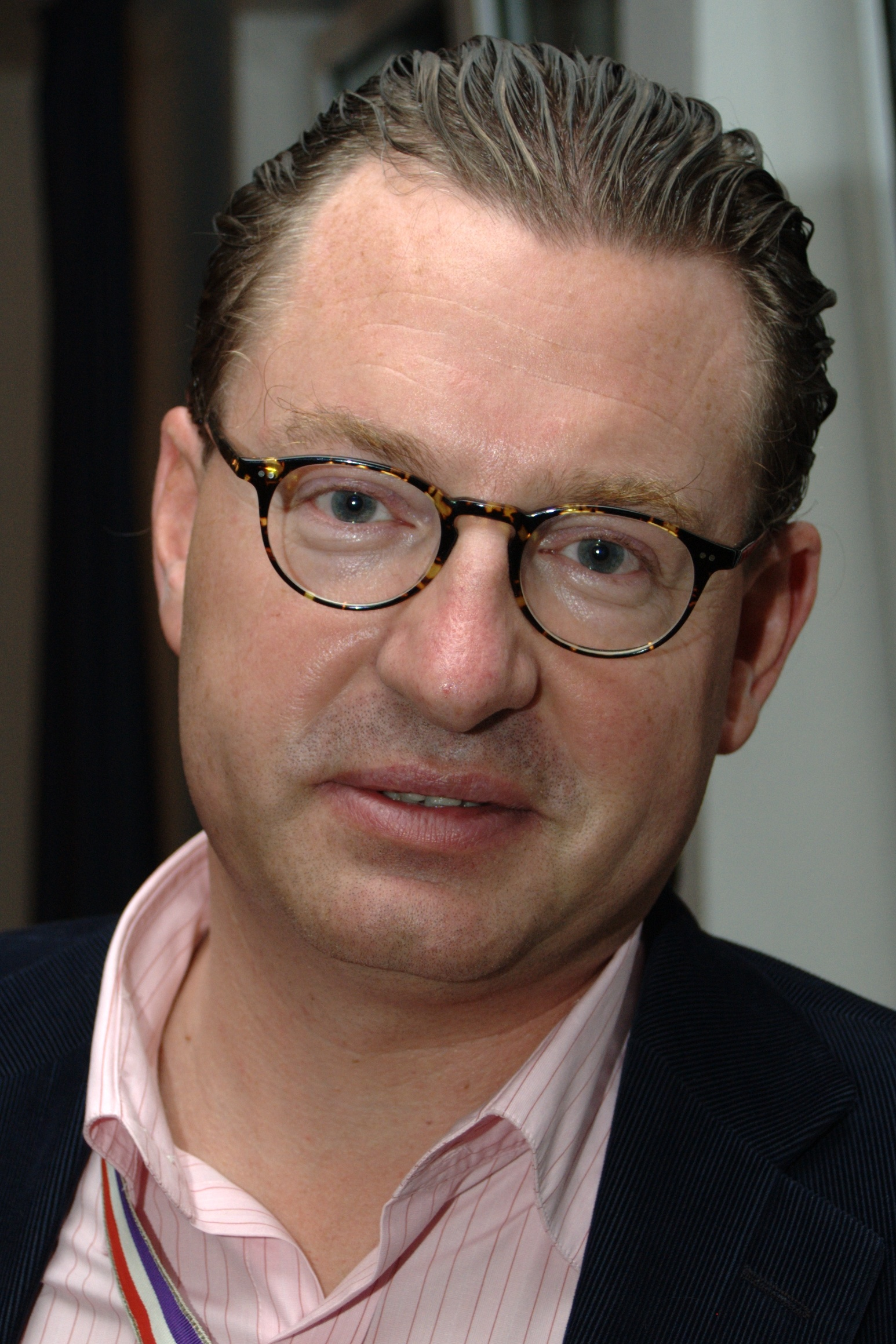
Kai Diekmann, director de Bild de 2001 a 2015.

- 2018–marzo de 2021: Julian Reichelt[6]
- marzo a octubre de 2021: Julian Reichelt; Alexandra Würzbach
- desde octubre de 2021: Johannes Boie; Alexandra Würzbach[7]

## Estructura y Ventas

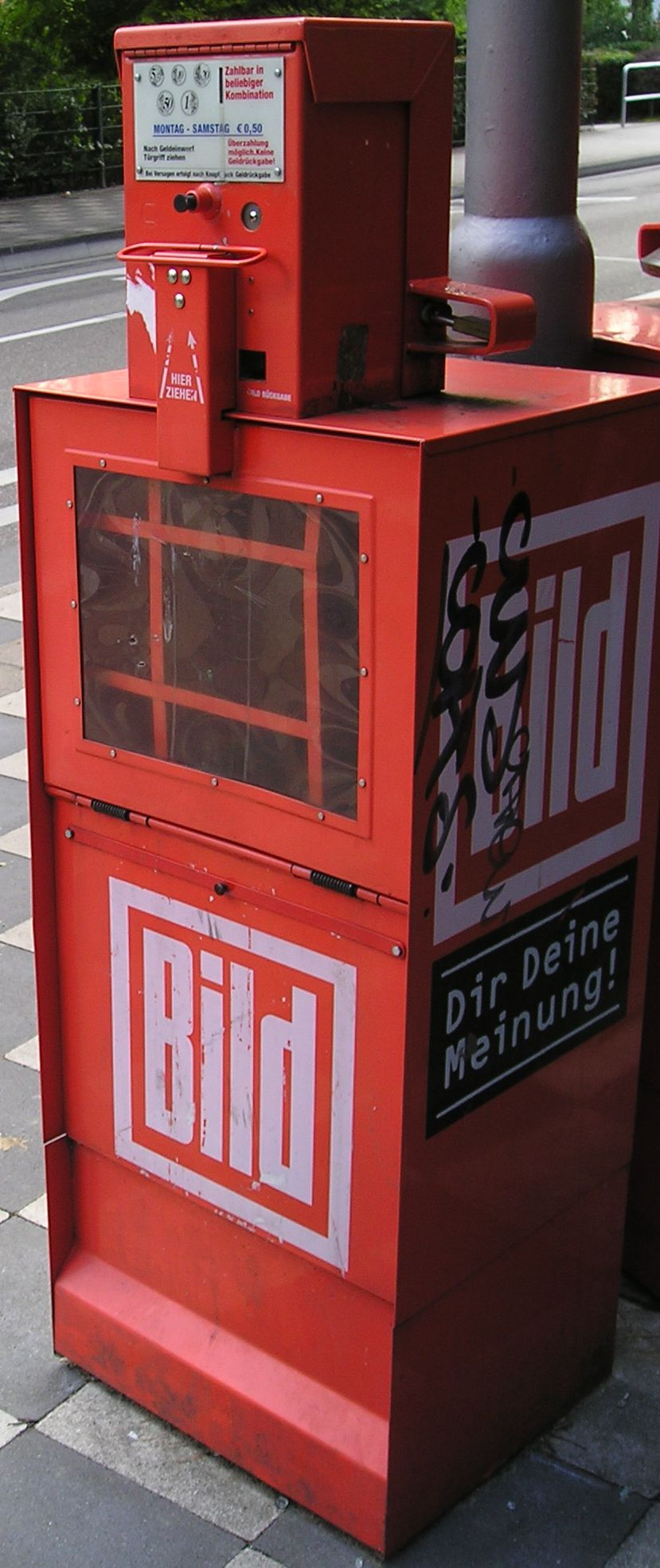
Venta de autómatas (2007)

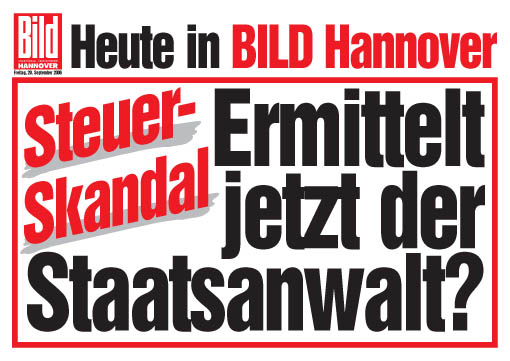
Dealer Apron del periódico Bild

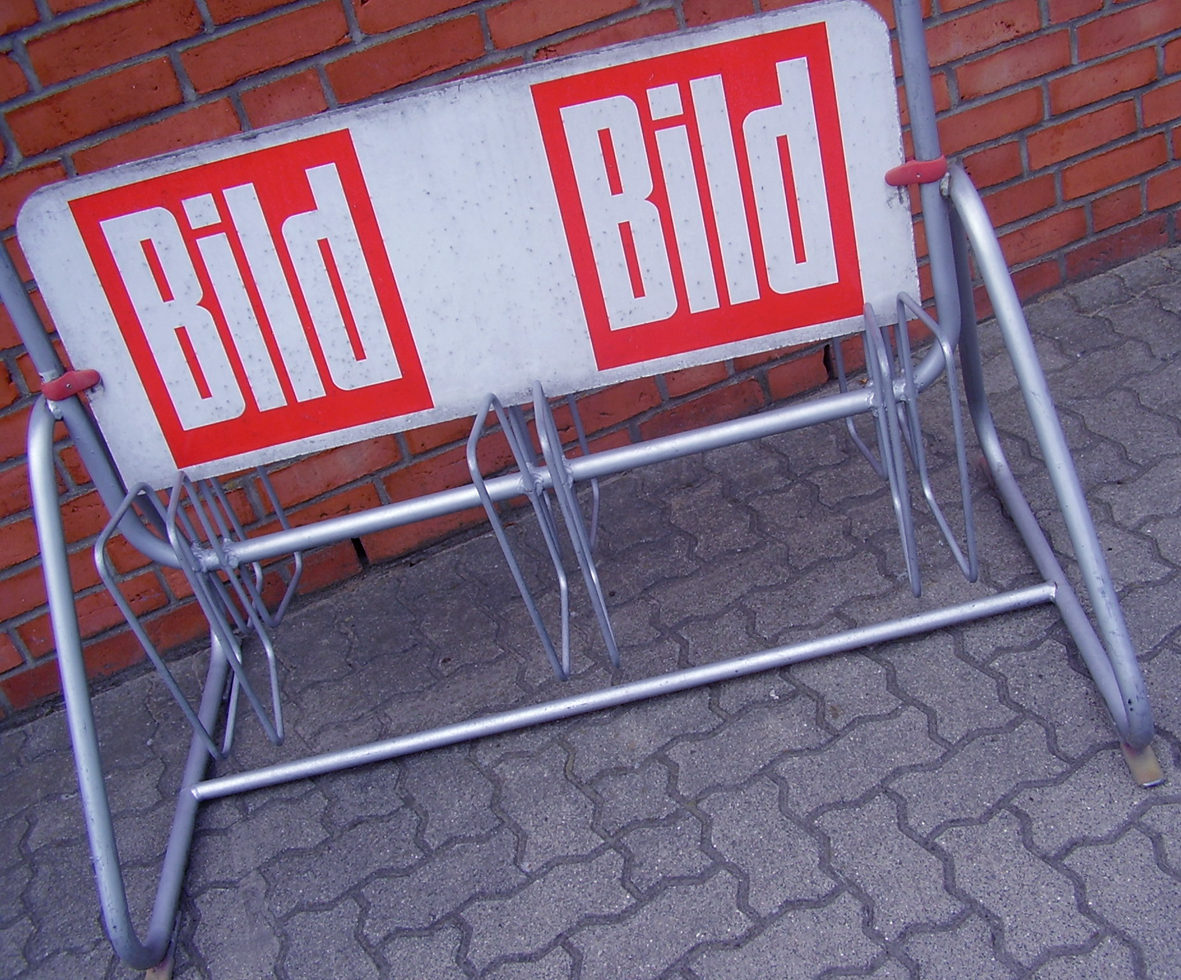
Publicidad BILD

El periódico se publica de lunes a sábado en una edición federal y en 26 ediciones regionales y municipales, que varían en alcance y contenido. El periódico hermano Bild am Sonntag aparece los domingos.
Bild se vende con más de 100.000 ejemplares en 44 países. Originalmente era un periódico comprado, pero ahora también se puede suscribir. Sin embargo, como los primeros representantes del género periodístico sensacionalista, todavía hoy se ofrece en la calle (Boulevard). Los antiguos vendedores ambulantes de periódicos se han complementado y sustituido parcialmente por máquinas expendedoras. En algunas ciudades, las máquinas expendedoras de periódicos fueron desmanteladas en 2019 debido al aumento de las tarifas especiales por el uso de las vías.